# St. Georgen am Fillmannsbach
St. Georgen am Fillmannsbach (auch Sankt Georgen am Fillmannsbach)  ist eine Gemeinde im österreichischen Bundesland Oberösterreich im Bezirk Braunau am Inn im Innviertel mit 472 Einwohnern (Stand 1. Jänner 2024).

## Geografie
St. Georgen am Fillmannsbach  liegt auf 488 m Höhe im Innviertel. Die Ausdehnung beträgt von Nord nach Süd 4,9 km, von West nach Ost 4,3 km Die Gesamtfläche beträgt 7,2 km². 20,8 % der Fläche sind bewaldet, 75,% der Fläche sind landwirtschaftlich genutzt.
Das Gemeindegebiet wird von Süd nach Nord vom Fillmannsbach durchflossen.

### Gemeindegliederung
Das Gemeindegebiet umfasst folgende 10 Ortschaften (in Klammern Einwohnerzahl Stand 1. Jänner 2024):
- Anferding (26)
- Angern (32)
- Brandstatt (6)
- Feichten (84)
- Fillmannsbach (78)
- Reichsberg (16)
- Sankt Georgen am Fillmannsbach (94)
- Scheuern (89)
- Steckenbach (39)
- Wies (8)

Die Gemeinde besteht aus der Katastralgemeinde St. Georgen.
Die Gemeinde gehört zum Gerichtsbezirk Braunau am Inn.

### Nachbargemeinden
| Handenberg | Neukirchen an der Enknach                   |                           |
|            | Kompassrose, die auf Nachbargemeinden zeigt | Pischelsdorf am Engelbach |
| Eggelsberg | Feldkirchen bei Mattighofen                 |                           |

## Geschichte
In einer Urkunde des Jahres 1040 wird bereits eine capella s. Georgii martiris erwähnt.
Seit 1722 ist für St. Georgen eine Schule nachweisbar. Es unterrichtete der Mesner in seinem Haus. Der erste Schulleiter war 1744 Josef Gansinger. 1775 wurde ein Schulhaus gebaut.
Seit Gründung des Herzogtums Bayern war der Ort bis 1779 bayrisch und kam nach dem Frieden von Teschen mit dem Innviertel (damals Innbaiern) zu Österreich. Während der Napoleonischen Kriege wieder kurz bayrisch, gehört er seit 1814 endgültig zu Oberösterreich. Nach dem Anschluss Österreichs an das Deutsche Reich am 13. März 1938 gehörte der Ort zum Gau Oberdonau. Nach 1945 erfolgte die Wiederherstellung Oberösterreichs.

## Kultur und Sehenswürdigkeiten

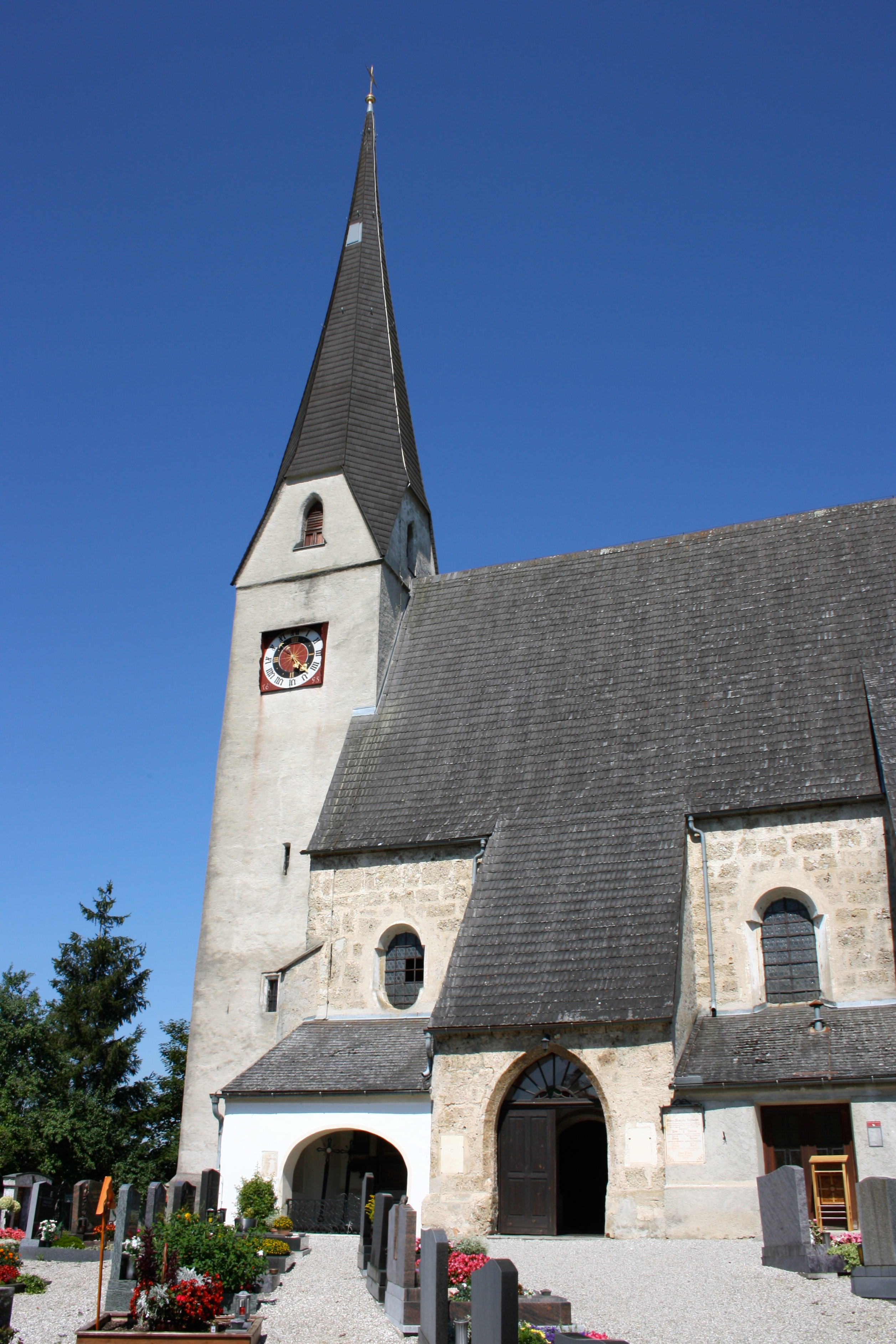
Pfarrkirche St. Georgen am Fillmannsbach

- Katholische Pfarrkirche St. Georgen am Fillmannsbach

## Wirtschaft und Infrastruktur

### Wirtschaftssektoren
In den Jahren 1999 bis 2010 nahm die Anzahl der landwirtschaftlichen Betriebe von dreißig auf zwanzig ab. Im Produktionssektor waren 158 der 171 Erwerbstätigen im Bereich Herstellung von Waren beschäftigt. Im schwach ausgeprägten Dienstleistungssektor arbeiteten acht der 17 Angestellten im Handel.
| Wirtschaftssektor            | Anzahl Betriebe | Anzahl Betriebe | Erwerbstätige | Erwerbstätige |
| Wirtschaftssektor            | 2011            | 2001            | 2011          | 2001          |
| ---------------------------- | --------------- | --------------- | ------------- | ------------- |
| Land- und Forstwirtschaft 1) | 20              | 30              | 18            | 25            |
| Produktion                   | 9               | 5               | 171           | 51            |
| Dienstleistung               | 17              | 10              | 18            | 19            |

1) Betriebe mit Fläche in den Jahren 2010 und 1999

### Arbeitsmarkt, Pendeln
Im Jahr 2011 lebten 215 Erwerbstätige in St. Georgen. Davon arbeiteten 49 in der Gemeinde, mehr als drei Viertel pendelten aus.

## Politik

### Verwaltung
St. Georgen am Fillmannsbach bildet seit 1. Jänner 2007 mit der Gemeinde Handenberg eine Verwaltungsgemeinschaft.

### Gemeinderat
Der Gemeinderat hat 13 Mitglieder.
- Mit den Gemeinderats- und Bürgermeisterwahlen in Oberösterreich 1997 hatte der Gemeinderat folgende Verteilung: 5 FPÖ und 4 ÖVP. (9 Mandate)
- Mit den Gemeinderats- und Bürgermeisterwahlen in Oberösterreich 2003 hatte der Gemeinderat folgende Verteilung: 6 FPÖ und 3 ÖVP. (9 Mandate)
- Mit den Gemeinderats- und Bürgermeisterwahlen in Oberösterreich 2009 hatte der Gemeinderat folgende Verteilung: 5 FPÖ und 4 ÖVP. (9 Mandate)
- Mit den Gemeinderats- und Bürgermeisterwahlen in Oberösterreich 2015 hatte der Gemeinderat folgende Verteilung: 5 FPÖ und 4 ÖVP. (9 Mandate)
- Mit den Gemeinderats- und Bürgermeisterwahlen in Oberösterreich 2021 hat der Gemeinderat folgende Verteilung: 7 ÖVP und 6 FPÖ.[11][12]

| Partei | 2021  | 2021    | 2015    | 2015    | 2009  | 2009    | 2003  | 2003    | 1997  | 1997    |
| Partei | %     | Mandate | Prozent | Mandate | %     | Mandate | %     | Mandate | %     | Mandate |
| ------ | ----- | ------- | ------- | ------- | ----- | ------- | ----- | ------- | ----- | ------- |
| FPÖ    | 45,16 | 6       | 54,39   | 5       | 53,90 | 5       | 60,08 | 6       | 58,57 | 5       |
| ÖVP    | 54,84 | 7       | 45,61   | 4       | 46,10 | 4       | 39,92 | 3       | 41,43 | 4       |

### Bürgermeister
Bürgermeister seit 1850 waren:
- 1850–1855 Franz Maislinger
- 1855–1858 Michael Kugler
- 1858–1861 Georg Angerer
- 1861–1864 Franz Kornstätter
- 1864–1867 Jakob Landrichtinger
- 1867–1870 Josef neumayer
- 1870–1873 Andreas Weißbuchner
- 1873–1876 Josef Reiter
- 1876–1879 Peter Schmitzberger
- 1879–1885 Josef Wengler
- 1885–1894 Mathias Schmidinger
- 1894–1897 Georg Spitzwieser
- 1897–1900 Josef Kohlberger
- 1900–1903 Sebastian Kastinger
- 1903–1910 Josef Huber
- 1910–1913 Georg Reschenhofer
- 1913–1919 Anton Angerer
- 1919–1924 Johann Spitzwieser
- 1924–1929 Johann Haberl
- 1929–1935 Franz Luger
- 1935–1942 Matthias Wengler
- 1942–1945 Peter Luger
- 1945–1949 Alois Alichammer
- 1949–1978 Alois Vilskotter
- 1978–1996 Franz Kastinger
- 1996–1998 Franz Wengler
- 1998–2013 Franz Kastinger
- 2013–2021 Franz Wengler (FPÖ)
- seit 2021 Gerhard Luger (ÖVP)

### Wappen
Offizielle Beschreibung des 1985 verliehenen Gemeindewappens: „In Gold ein schwarzer, rote Flammen speiender Drachenrumpf mit rote Flammen sprühenden Ohren.“ Die Gemeindefarben sind Rot-Gelb-Schwarz. 
Symbolische Darstellung des Namensgebers des Ortes und Patrons der Pfarre, des hl. Georg als Drachentöter. Der in leicht abgeänderter Form dem Adelswappen des Gottfried Wilhelm Graf Rheinstein-Tattenbach entnommene Drachenrumpf kann auch als Hinweis auf den Stifter des Benefiziums an der Frauen-Fürbitt-Kapelle in Eberschwang gedeutet werden, das 1786 zur Versorgung der Geistlichen in der neu gegründeten Lokalie nach St. Georgen verlegt wurde.

## Persönlichkeiten
- Franz Giger (1856–1937), Bauer und Politiker